# Duttaphrynus noellerti
Duttaphrynus noellerti és una especie de gripau terrestre de la família dels bufònids. Va ser descrit com a Bufo noellerti per K. Manamendra-Arachchi i R. Pethiyagoda el 1998. Va ser reclassificat en el gènere Duttaphrynus el 2006.
Es troba al bosc tropical humit de les terres baixes i als voltants. Requereixen un alt grau de cobertura forestal. No es coneix l'hàbitat de reproducció, però se suposa que es reprodueix per desenvolupament larvari. La generació dura dos anys. Sembla que té poca capacitat per adaptar-se a la pertorbació de l'hàbitat. Podria patir quitridiomicosi causat pel fong Batrachochytrium dendrobatidis.

## Distribució
Conegut només de localitats aïllades als boscs tropicals del sud-oest de Sri Lanka, entre 50 i 460 m d'altitud.
A més de la quitridiomicosi és amenaçat per la recollida de llenya, els incendis provocats per l'home per crear terres de conreu, la urbanització, les petites centrals hidroelèctriques i la contaminació resultant de l'ús de pesticides i fertilitzants químics. Per aquestes raons se'l va classificar en la categoria en perill crític d'extinció.